# Прошкін Олександр Олександрович
Олекса́ндр Олекса́ндрович Про́шкін (22 листопада 1991 — 8 грудня 2017) — солдат Збройних сил України, учасник російсько-української війни.

## Життєпис
Народився 1991 року в місті Маріуполь (Донецька область); мешкав у селі Кам'яне (Лебединський район, Сумська область). 2008 року закінчив кам'янську школу, потім — професійно-технічний ліцей села Веприк Гадяцького району, здобув спеціальності коваля і електрогазозварника. 2011 року проходив строкову службу в ЗСУ. Працював за фахом в ТОВ «Роял Хаус» і охоронцем.
4 жовтня 2017 року підписав із ЗСУ контракт; старший солдат, номер обслуги 3-го штурмового взводу 2-ї «афганської» штурмової роти 24-го батальйону «Айдар».
8 грудня 2017 року загинув вранці внаслідок обстрілу з міномету калібру 120 мм поблизу селища Травневе (Бахмутський район) — відбулося вогневе зіткнення та обстріл з міномета — група бійців «Айдару» здійснювала вилазку до Доломітного, по Травневому було випущено терористами понад півсотні мін. Тоді ж загинув солдат Геннадій Парасочка.
11 грудня 2017 року похований в селі Кам'яне; люди останню дорогу встелили живими квітами.
Без Олександра лишились батьки, сестра, дружина та донька 2017 р.н.

## Нагороди та вшанування
- Указом Президента України № 42/2018 від 26 лютого 2018 року «за особисту мужність і самовіддані дії, виявлені у захисті державного суверенітету та територіальної цілісності України, зразкового виконання військового обов'язку» — нагороджений орденом «За мужність» III ступеня[1].
- В травні 2018 року у селі Кам'яне відкрито меморіальну дошку Олександру Прошкіну[2].
- Вшановується в меморіальному комплексі «Зала пам'яті», в щоденному ранковому церемоніалі 8 грудня[3][4].